# Acanthascus entacanthus
Acanthascus entacanthus är en svampdjursart som beskrevs av Isao Ijima 1904. Acanthascus entacanthus ingår i släktet Acanthascus och familjen Rossellidae. Inga underarter finns listade i Catalogue of Life.